# Mouna Esmaeilzadeh
Mouna Esmaeilzadeh Ingerslev, född Esmaeilzadeh (persiska: مونا اسماعیل زاده), även känd som Doktor Mouna, född 15 april 1980 i Teheran, är en svensk läkare, neuroforskare, entreprenör och TV-personlighet. Hon är vice ordförande för det familjeägda investmentbolaget EHAB, Esmaeilzadeh Holding, som hon grundat tillsammans med sin bror Saeid Esmaeilzadeh. Bolaget har över hundra företag i sin portfölj. Mouna Esmaeilzadeh är läkarutbildad vid Karolinska Institutet och har doktorsexamen i neurovetenskap. Hon har tidigare även arbetat med mänskliga rättigheter för FN. Hon är känd som Dr Mouna i TV4:s Nyhetsmorgon och hon har återkommande kommenterat vetenskap, innovation och medicin i radio och tv samt har varit expertkommentator kring Nobelpriset. Hon har dessutom bland annat blivit utsedd till Supertalang, en av Sveriges mäktigaste inom medtech och till en av Näringslivets 150 Superkommunikatörer.

## Biografi

### Uppväxt
Esmaeilzadeh föddes i Irans huvudstad Teheran, där familjen levde gömd under hennes första levnadsår av politiska skäl. 1983 flydde familjen till Turkiet och därefter till Sverige. Efter två månader på flyktingförläggning i Flen bosatte sig familjen i stadsdelen Husby i Stockholm.

### Utbildning
Esmaeilzadeh har gått i Kungsholmens musikgymnasium, har en magisterexamen i filosofi från Oslo universitet samt en läkarexamen från Karolinska Institutet. Hon har forskat  på människohjärnans funktion med hjälp av PET-kamera och med särskilt fokus på hjärnans belöningscentrum, betydelsen av ämnet dopamin samt neurodegenerativa sjukdomar. Hon disputerade 2011 inom neurovetenskap på Stockholm Brain Institute på Karolinska Institutet, på en avhandling om nya, tänkbara sätt att behandla Huntingtons sjukdom.

### Karriär
2009 grundade Esmaeilzadeh Scilife Clinic, en privat klinik som kartlägger folks hälsa och potentiella riskzoner. Hon tog hon ett åtgärdsprogram i Stockholm där hon hade utvecklat en metod kalald preventionstriaden. I den ingår genetiska tester, livsstilsanalyser och andra medicindiagnostiska tester, exempelvis helkroppsscanning, samt andra djupgående analyser. Resultatet blev en individuell hälsoprofil. Kliniken såldes senare till Sturebadet. 
2020 grundade hon tillsammans med brodern Saeid Esmaeilzadeh bolagskoncernen Esmaeilzadeh Holding som investerar i onoterade, långsiktiga och nischade företag. Hon är styrelseordförande i bolagsgruppen samt en del av portföljbolagen.
Esmaeilzadeh är en återkommande gäst i svensk tv, bland annat i TV4:s Nyhetsmorgon, där hon ofta uttalar sig om framtidens vårdsystem och förespråkar digitalisering och användandet av modern teknik som artificiell intelligens och genetik. Den 26 juni 2018 var hon programvärd i Sommar i P1. 2021 uppmärksammas hon för sitt entreprenörskap i Viaplays satsning Svenska powerkvinnor. Hon deltog i dansprogrammet Let's Dance 2022 i TV4.

### Familj
Esmaeilzadeh är gift med danske gymentreprenören Rasmus Ingerslev (Barry's Bootcamp) och de har två barn tillsammans. Hon är yngre syster till Saeid Esmaeilzadeh.